# Ryan Arcidiacono
Ryan Curran Arcidiacono (Filadèlfia, Pennsilvània, 26 de març de 1994) és un jugador de bàsquet amb doble nacionalitat nord-americana i italiana, que juga pels Austin Spurs de l'NBA D-League. Amb 1,91 metres d'alçada, juga en la posició de base o escorta.

## Trajectòria esportiva

### Universitat
Va jugar quatre temporades amb els Wildcats de la Universitat de Villanova, on va tenir una mitjana de 11,1 punts, 2,3 rebots i 3,7 assistències per partit. El 2013 va ser inclòs en el millor quintet de debutants, i ja el 2015, va ser triat al costat de Kris Dunn dels Providence Friars, Co-Jugador de l'Any de la Big East Conference, a més de ser inclòs en el millor quintet de la conferència.
Ja el 2016 va ser peça clau per a la consecució del campionat de l'NCAA, derrotant a la final a North Carolina, sent l'autor de l'assistència a Kris Jenkins que els donaria la victòria. Va ser triat millor jugador del torneig.

### Professional

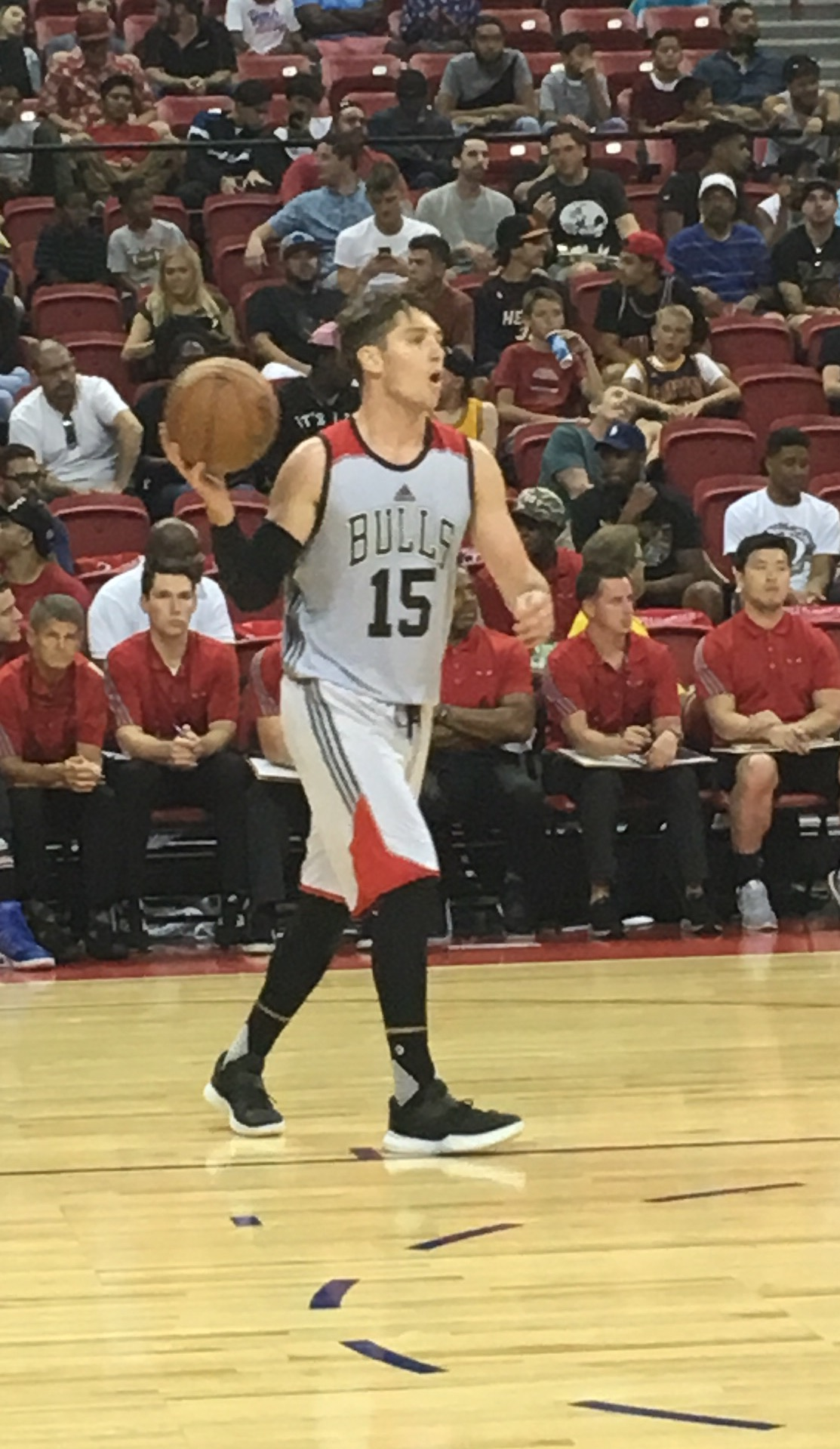

Després de no ser escollit en el Draft de l'NBA de 2016, es va unir a l'equip de Sant Antonio Spurs per disputar les lligues d'estiu de l'NBA. El 14 de juliol va fitxar per la franquícia, però va ser descartat el 22 d'octubre després de disputar tres partits de pretemporada.